# Giuseppe Lodi
Giuseppe Lodi fou un compositor del segle xviii, del qual se'n coneixen poques dades biogràfiques.
Sembla que va romandre algun temps a Varsòvia, i que després feu un viatge a Viena, on publicà algunes de les seves composicions per a piano. Per l'any 1796 residia a Dresden, i se sap que encara vivia el 1832.
Entre les composicions d'aquest autor, conegut també amb el nom de Sterkel, hi figuren diverses sonates, per a piano, entre elles La morte di Mozart (Leipzig), variacions per a piano, un gran concert per a piano i orquestra, etc.